# أنفاس (مجلة)
مجلة أنفاس (بالفرنسية: Souffles) كانت مجلة أدبية ربعية سياسية-ثقافية باللغتين العربية والفرنسية كانت تنشر في مدينة الرباط المغربية من 1966 إلى 1972.

## تاريخ
أنشأت مجلة أنفاس عام 1966 مجموعة صغيرة ممن وصفوا أنفسهم بأنهم «فدائيون لغويون» كـ«بيان لأسلوب جمالي جديد في المغرب الكبير.» صارت المجلة أنبوبة كهرباء لجيل جديد من الكُتاب والفنانين والمثقفين لشن ثورة على الهيمنة الثقافية الإمبريالية والاستعمارية. نقطة بداية الثورة كانت اللغة مقرها في الرباط.
قدمت مجلة أنفاس ومنذ إصدارها الأول تحديا شديدا للفجوة اللغوية العربية الفرنسية التقليدية عن طريق الحث على الاختبار والترجمة والاشتراك. لم يطل الوقت حتى انتشر غلفها الذي تميزه شمس سوداء حادة حول إفريقيا والعالم العربي والهند الغربية والأوساط الإفريقية حول المحيط الأطلسي. وصدرت أول قصائد الكاتب المغربي الشهير الطاهر بن جلون عن مجلة أنفاس.
غيرت المجلة تجاهها في أوائل السبعينات. أعلن عبد اللطيف اللعبي، وهو مؤسس وناشر ورئيس تحرير المجلة، إن «الأدب لم يعد كافيا» وذلك لتأثره بهزيمة العرب في حرب 1967 وأحداث مايو 1968 في فرنسا. شهدت مجلة أنفاس إعادة تصميم بعد الإصدار الخامس عشر المكرس لفلسطين، لتصبح جهازا لمنظمة يسارية جذرية جديدة تسمى «إلى الأمام». هذا المخطط الجديد لفت نظر السلطات وحظرت المجلة عام 1972 بعد نشر تقريبا 22 إصدارا واعتقل عبد اللطيف اللعبي. وهو في السجن حاز على عدة جوائز شعر دولية، وبعد حملة تضامن طويلة استعاد حريته عام 1980.